# Olivia de Havilland
Olivia de Havilland (Tokyo, Japan, 1. srpnja 1916. – Pariz, Francuska, 26. srpnja 2020.) bila je britansko-američka glumica. Starija sestra glumice Joan Fontaine.
Rođena je u Tokiju u Japanu, kao starija kćer engleskog odvjetnika Waltera de Beauvoira de Havillanda i glumice Lilian Auguste Ruse, poznate po svom umjetničkom imenu Lilian Fontaine. Njena obitelj je u srodstvu s obitelji Sir Geoffreya de Havillanda, pionira zrakoplovstva i osnivača kompanije De Havilland Aircraft Co.
Isprva glumi u kazalištu, te je nastupila u Hollywood Bowl teatru kao Hermija u Snu ljetne noći. 1935., predstava je pretvorena u film, što je bio njen filmski debi, nakon čega glumi u nizu avanturističkih filmova i romantičnih komedija, često zajedno s Errolom Flynnom, kao Captain Blood (1935.), The Charge of the Light Brigade (1936.), Avanture Robina Hooda (1938.), Four's a Crowd (1938.), Dodge City (1939.) i drugi. Veliku slavu, zajedno s Clarkom Gableom, Vivien Leigh i Leslijem Howardom, postiže ulogom Melanie Hamilton u čuvenom povijesnom spektaklu Zameo ih vjetar (1939.). Od 1941., naturalizirana je amerikanka. 1940-ih postaje sve nezadovoljnija ulogama koje joj namjenjuje Warner Bros, s kojim je bila vezana ugovorom, te počinje odbijati uloge koje nije smatrala prihvatljivim. Radi toga, Warner Bros je iskoristio zakonsku mogućnost suspenzije i blokade ugovora, te je De Havilland, podržana od udruženja glumaca, podigla tužbu koja je ograničila moć velikih studija i proširila kreativnu slobodu filmskih umjetnika. U to doba osvaja dva Oscara ulogama u dramama To Each His Own (1946.) i The Heiress (1949.), te su hvaljeni i njeni nastupi u filmovima The Dark Mirror (1946.) i  The Snake Pit (1948.). Nakon 1950-ih rjeđe glumi na filmu, premda filmsku karijeru nastavlja do kraja 1970-ih. 1980-ih uglavnom glumi u televizijskim produkcijama, te je 1987. nagrađena Zlatnim globusom za ulogu ruske carice Marije Feodorovne u miniseriji Anastasia: The Mystery of Anna (1986.).
Premda su radi osam zajedničkih filmova Olivia de Havilland i Errol Flynn bili jedan od najuzbudljivijih filmskih parova, nisu nikada bili u romatičnoj vezi. Sa svojom sestrom Joan Fontaine od najranije je mladosti imala konfliktualan odnos koji se znatno zahladio od ceremonije dodjele Oscara 1942., te navodno od 1975. više uopće ne kontaktiraju. Bila je dobra prijateljica s Bette Davis.

## Izabrana filmografija
| - San ljetne noći (1935.) - Captain Blood (1935.) - Anthony Adverse (1936.) - The Charge of the Light Brigade (1936.) - It's Love I'm After (1937.) - Avanture Robina Hooda (1938.) - Dodge City (1939.) - The Private Lives of Elizabeth and Essex (1939.) - Zameo ih vjetar (1939.) | - Santa Fe Trail (1940.) - Hold Back the Dawn (1941.) - In This Our Life (1942.) - To Each His Own (1946.) - The Dark Mirror (1946.) - The Snake Pit (1948.) - The Heiress (1949.) - Airport '77 (1977.) - Anastasia: The Mystery of Anna (1986.) |

## Vanjske poveznice
- Olivia de Havilland u internetskoj bazi filmova IMDb-u (engl.)
- oliviadehavilland.net
- virtual-history.com